# Jonas Åkerlund (politiker)
Jonas Viktor Göran Åkerlund, född 21 januari 1949 i Lingbo församling i Gävleborgs län, är en svensk politiker (sverigedemokrat), som var ordinarie riksdagsledamot 2010–2018, invald för Blekinge läns valkrets (2010–2014) respektive Västmanlands läns valkrets (2014–2018).

## Biografi
Åkerlund inledde sitt politiska engagemang inom Socialdemokraterna på 1970-talet. År 1985 bytte han parti till Moderaterna och var åren 1988-1991 Moderaternas toppnamn i Ockelbo. År 1995 anslöt han sig till Sverigedemokraterna. Han valde att lämna partiet efter några år men återkom senare.[källa behövs]
Han var Sverigedemokraternas pressekreterare mellan 2004 och 2005 samt fungerade från och med sommaren 2005 som en av flera presstalesmän. Jonas Åkerlund valdes till Sverigedemokraternas andre vice partiordförande 2005 och till förste vice partiordförande 2006. Han lämnade posten 2015.
I valet 2002 kandiderade Jonas Åkerlund till Sveriges riksdag på sextonde plats, till Stockholms läns landsting på första plats och till Stockholms kommunfullmäktige på förstaplats. I valet 2006 kandiderade Åkerlund för Sverigedemokraterna till Sveriges riksdag på fjärde plats, till Stockholms läns landsting på nionde plats och till Stockholms kommunfullmäktige på tolfte plats. I kyrkovalet 2009 var han partiets förstekandidat i valet till kyrkomötet och sjundekandidat i valet till Stockholms stift.
Åkerlund blev invald i riksdagen i valet 2010 från Blekinge läns valkrets. Som nybliven riksdagsledamot blev Åkerlund ledamot i konstitutionsutskottet, vilket han var till 2015. Åkerlund blev omvald till riksdagen 2014. I valet 2018 kandiderade han ej.

## Kontroverser
Åkerlund uppmärksammades 2013 för att han kallat invandrare för ”parasiter” i Sverigedemokraternas närradioprogram 2002. Han menade själv att han ville provocera. 2014 fick han även kritik av partiledaren Jimmie Åkesson efter att ha agerat hotfullt mot en kvinnlig journalist i riksdagen.